# Kasper Dolberg
Kasper Dolberg Rasmussen (* 6. října 1997 Silkeborg) je dánský profesionální fotbalista, který hraje jako na pozici útočníka za belgický klub RSC Anderlecht a za dánský národní tým.

## Klubová kariéra
Dolberg debutoval v klubu Silkeborg IF v květnu 2015. V červenci 2015 se přesunul do nizozemského Ajaxu a do zápasy A-týmu poprvé nastoupil v červenci 2016. Během své první sezóny v Eredivisie získal ocenění pro nejtalentovanějšího fotbalistu v nizozemském fotbale. V roce 2019 přestoupil do francouzského OGC Nice. V květnu 2020 byl Dolberg fanoušky svého klubu zvolen hráčem roku.

## Reprezentační kariéra
Dolberg byl poprvé povolán do dánské reprezentace v listopadu 2016 na zápasy proti Kazachstánu a České republice. Debutoval 11. listopadu 2016, když nastoupil do druhého poločasu utkání proti Kazachstánu. 10. června 2017, při výhře 3:1 proti Kazachstánu v rámci kvalifikace na mistrovství světa 2018, vystřídal v 68. minutě vystřídal Yussufa Poulsena a v 81. minutě vstřelil svůj první reprezentační gól.
V červnu 2018 byl nominován na závěrečný turnaj Mistrovství světa 2018 v Rusku.
V květnu 2021 byl nominován na závěrečný turnaj Euro 2020. Dolberg debutoval na turnaji až v osmifinále proti Walesu, když vystřídal zraněného Yussufa Poulsena, dne 26. června a dvakrát skóroval při výhře 4:0.

## Statistiky

### Klubové
K 23. květnu 2021
| Klub         | Sezóna  | Liga        | Liga   | Liga | Národní pohár | Národní pohár | Ligový pohár | Ligový pohár | Evropské poháry | Evropské poháry | Ostatní | Ostatní | Celkem | Celkem |
| Klub         | Sezóna  | Liga        | Zápasy | Góly | Zápasy        | Góly          | Zápasy       | Góly         | Zápasy          | Góly            | Zápasy  | Góly    | Zápasy | Góly   |
| ------------ | ------- | ----------- | ------ | ---- | ------------- | ------------- | ------------ | ------------ | --------------- | --------------- | ------- | ------- | ------ | ------ |
| Silkeborg IF | 2014/15 | Superligaen | 3      | 0    | 0             | 0             | —            | —            | —               | —               | —       | —       | 3      | 0      |
| Ajax         | 2015/16 | Eredivisie  | 0      | 0    | 0             | 0             | —            | —            | 0               | 0               | —       | —       | 0      | 0      |
| Ajax         | 2016/17 | Eredivisie  | 29     | 16   | 2             | 0             | —            | —            | 16              | 7               | —       | —       | 47     | 23     |
| Ajax         | 2017/18 | Eredivisie  | 23     | 6    | 3             | 3             | —            | —            | 4               | 0               | —       | —       | 30     | 9      |
| Ajax         | 2018/19 | Eredivisie  | 25     | 11   | 4             | 1             | —            | —            | 9               | 0               | —       | —       | 38     | 12     |
| Ajax         | 2019/20 | Eredivisie  | 1      | 0    | 0             | 0             | —            | —            | 1               | 0               | 1       | 1       | 3      | 1      |
| Ajax         | Celkem  | Celkem      | 78     | 33   | 9             | 4             | 0            | 0            | 30              | 7               | 1       | 1       | 118    | 45     |
| Nice         | 2019/20 | Ligue 1     | 23     | 11   | 3             | 0             | 0            | 0            | —               | —               | —       | —       | 26     | 11     |
| Nice         | 2020/21 | Ligue 1     | 25     | 6    | 1             | 0             | —            | —            | 3               | 0               | —       | —       | 29     | 6      |
| Nice         | Celkem  | Celkem      | 48     | 17   | 4             | 0             | 0            | 0            | 3               | 0               | 0       | 0       | 55     | 17     |
| Celkem       | Celkem  | Celkem      | 128    | 49   | 13            | 4             | 0            | 0            | 33              | 7               | 1       | 1       | 176    | 62     |

### Reprezentační
K 26. červnu 2021
| Dánsko | Dánsko | Dánsko |
| Rok    | Zápasy | Góly   |
| ------ | ------ | ------ |
| 2016   | 1      | 0      |
| 2017   | 3      | 1      |
| 2018   | 6      | 0      |
| 2019   | 7      | 4      |
| 2020   | 5      | 0      |
| 2021   | 6      | 4      |
| Celkem | 28     | 9      |

#### Reprezentační góly
K zápasu odehranému 26. června 2021. Skóre a výsledky Dánska jsou vždy zapisovány jako první.
| Gól | Datum           | Místo                                      | Soupeř      | Skóre | Výsledek | Soutěž                                 |
| --- | --------------- | ------------------------------------------ | ----------- | ----- | -------- | -------------------------------------- |
| 1.  | 10. června 2017 | Almaty Central Stadium, Almaty, Kazachstán | Kazachstán  | 3:1   | 3:1      | Kvalifikace na Mistrovství světa 2018  |
| 2.  | 10. června 2019 | Parken Stadium, Kodaň, Dánsko              | Gruzie      | 1:0   | 5:1      | Kvalifikace na Mistrovství Evropy 2020 |
| 3.  | 10. června 2019 | Parken Stadium, Kodaň, Dánsko              | Gruzie      | 3:1   | 5:1      | Kvalifikace na Mistrovství Evropy 2020 |
| 4.  | 15. října 2019  | Aalborg Stadium, Aalborg, Dánsko           | Lucembursko | 2:0   | 4:0      | Přátelský zápas                        |
| 5.  | 15. října 2019  | Aalborg Stadium, Aalborg, Dánsko           | Lucembursko | 3:0   | 4:0      | Přátelský zápas                        |
| 6.  | 28. března 2021 | MCH Arena, Herning, Dánsko                 | Moldavsko   | 1:0   | 8:0      | Kvalifikace na Mistrovství světa 2022  |
| 7.  | 28. března 2021 | MCH Arena, Herning, Dánsko                 | Moldavsko   | 6:0   | 8:0      | Kvalifikace na Mistrovství světa 2022  |
| 8.  | 26. června 2021 | Johan Cruyff Arena, Amsterdam, Nizozemsko  | Wales       | 1:0   | 4:0      | Mistrovství Evropy 2020                |
| 9.  | 26. června 2021 | Johan Cruyff Arena, Amsterdam, Nizozemsko  | Wales       | 2:0   | 4:0      | Mistrovství Evropy 2020                |

## Ocenění

### Klubové

#### Ajax
- Eredivisie: 2018/19[11]
- KNVB Cup: 2018/19[11]
- Johan Cruyff Shield: 2019[11]
- Evropská liga UEFA: 2016/17 (druhé místo)[12]

### Individuální
- Dánský talent roku: 2016[13]
- Talentu roku AFC Ajax: 2017[14]
- Nejlepší mladý hráč Eredivisie: 2016/17[15]
- Nejlepší hráč sezóny OGC Nice: 2019/20[16]